# Estadio Patriota Candrabaga
El Estadio Patriota Candrabaga es un Estadio multipropósito ubicado en la ciudad de Bekasi, Java Occidental, Indonesia. El estadio se utiliza principalmente para partidos de fútbol, los clubes de fútbol Persipasi Bekasi y Persija Jakarta hacen uso de este estadio. Fue inaugurado en el año 2014 y tiene una capacidad de 30 000 espectadores. Anteriormente había un viejo estadio con el mismo nombre, con capacidad para 10.000 espectadores que fue renovado ampliando considerablemente su capacidad inicial.
En 2018, se anunció que el estadio iba a ser utilizado para el Campeonato sub-19 de la AFC 2018 y  para el Campeonato del Sudeste Asiático de fútbol de 2018.

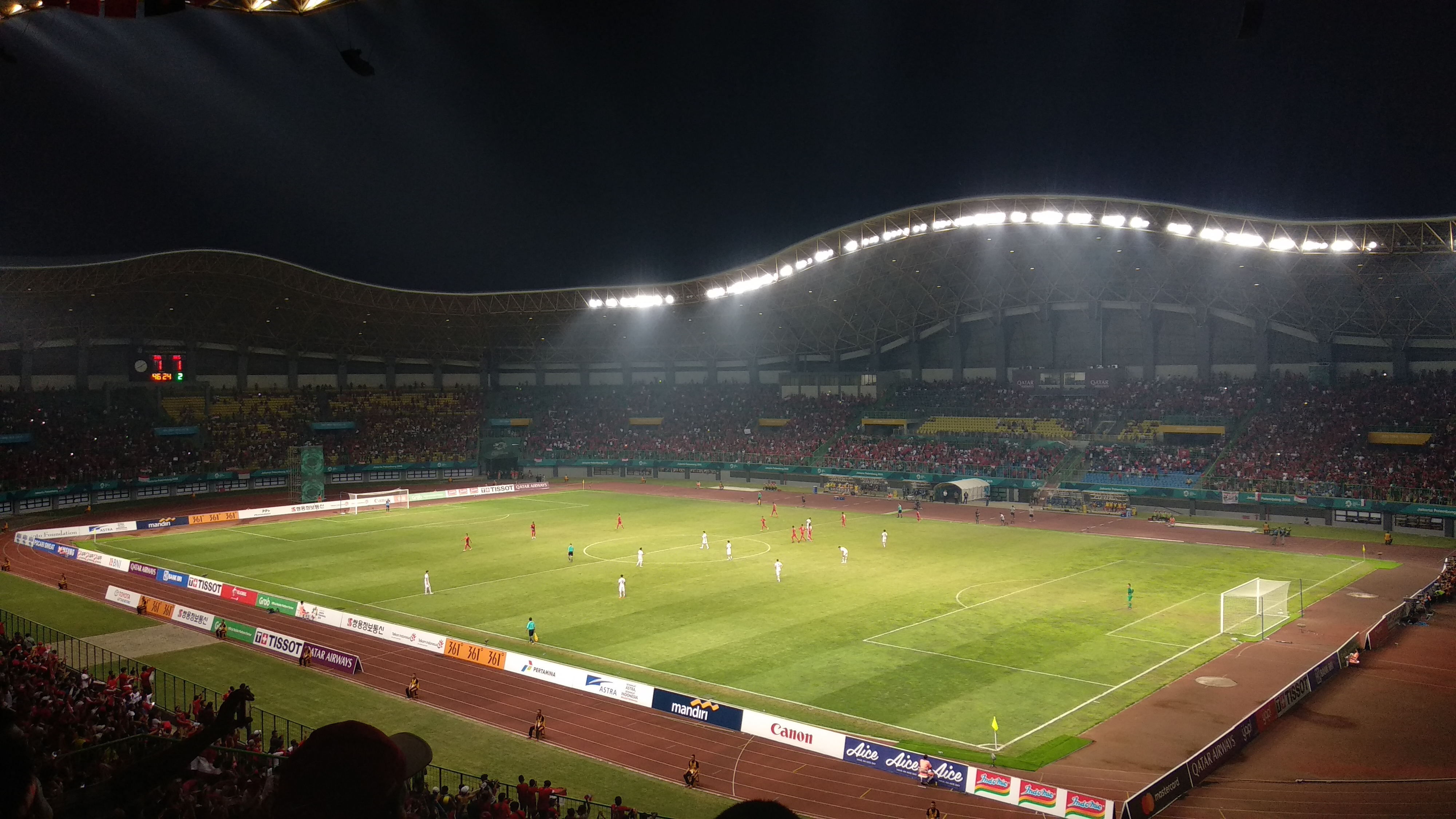
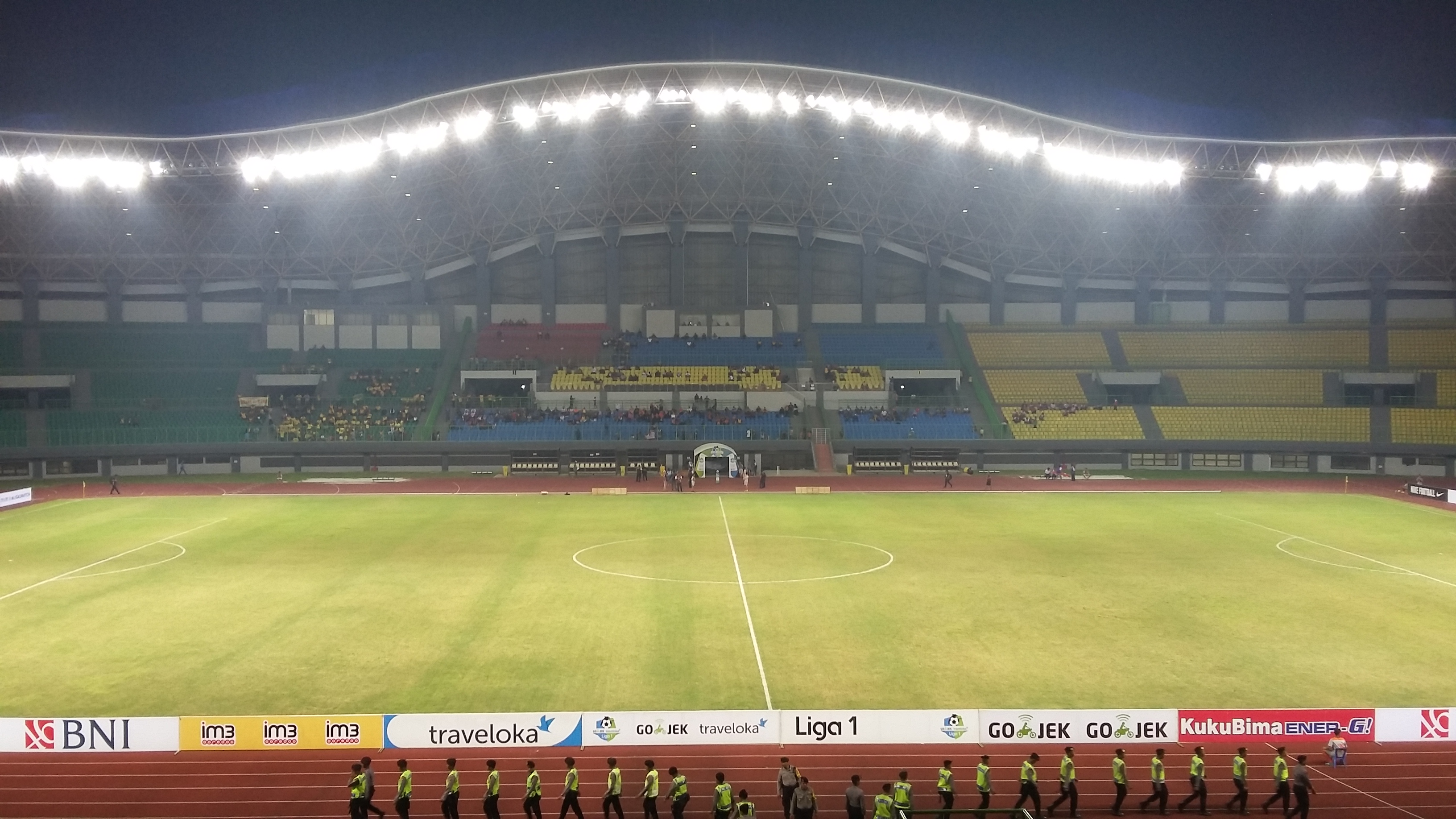
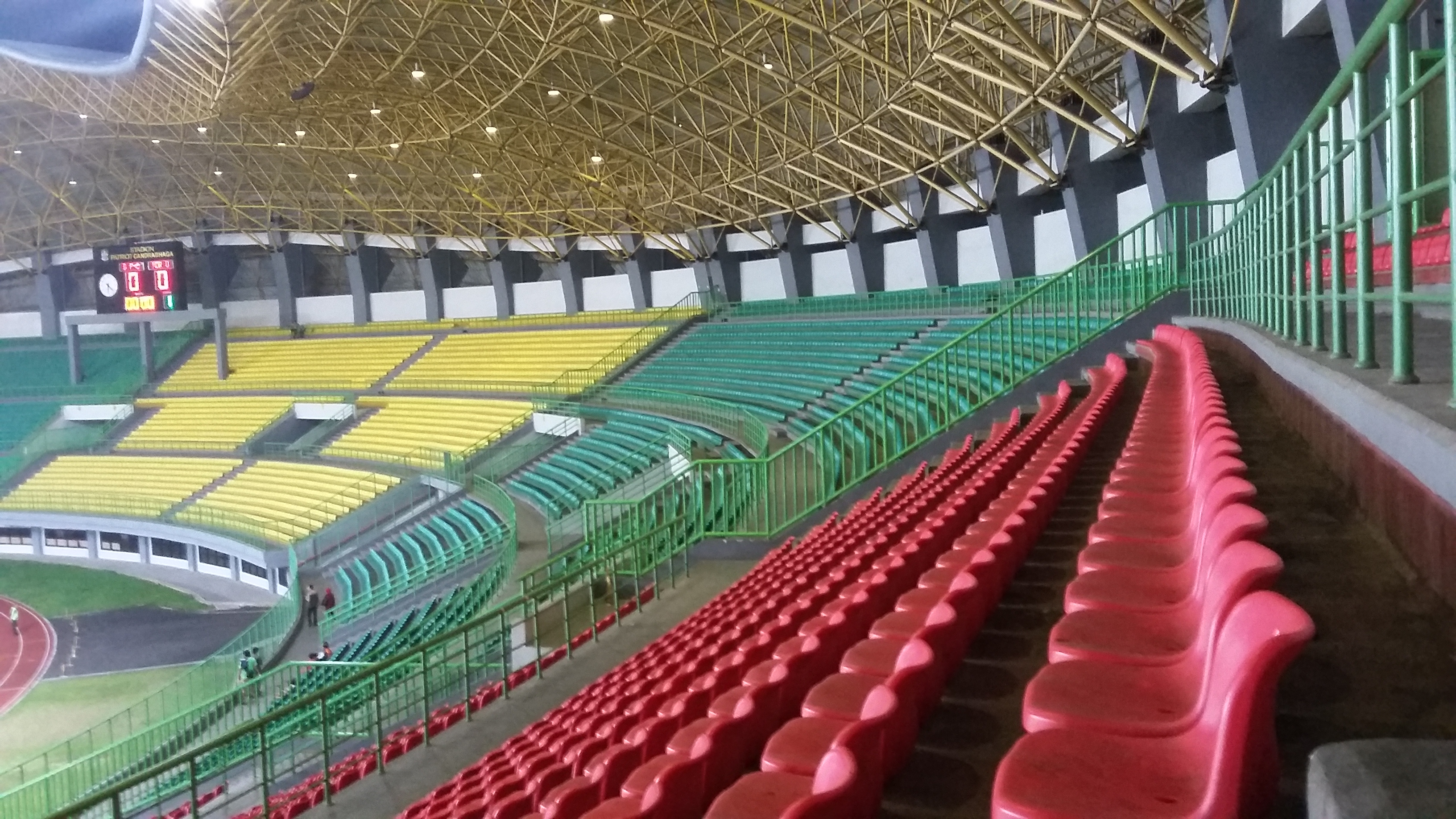